# Protodrilus jagersteni
Protodrilus jagersteni är en ringmaskart som beskrevs av Von Nordheim 1989. Protodrilus jagersteni ingår i släktet Protodrilus och familjen Protodrilidae.
Artens utbredningsområde är havet kring Nya Zeeland. Inga underarter finns listade i Catalogue of Life.